# ГЕС Колсвік
ГЕС Колсвік – гідроелектростанція у центральній частині Норвегії, приблизно посередині між  Тронгеймом та Буде. Використовує ресурс переважно з річок, котрі впадають до південно-східної частини фіорду Bindalsfjorden.
Головним резервуаром дериваційної схеми станції Колсвік є водосховище Øvre Kalvvatn, створене за допомогою кам’яно-накидної греблі висотою 70 метрів на річці  Åbjøra (має устя на стику Tosenfjorden та Sørfjorden, з’єднанням яких й утворюється власне Bindalsfjorden). Цей резервуар має площу поверхні 6,5 км2 та корисний об’єм 158 млн м3, що забезпечується коливанням рівня між позначками 484 та 519 метрів НРМ.
До Øvre Kalvvatn перекидається додатковий ресурс з трьох напрямків:
- із південного заходу, де на правій притоці Åbjøra річці Ringvasselva послідовно створено два невеликі водосховища – Овре-Рінгватн (площа поверхні 1,5 км2, корисний об’єм 7,6 млн м3, припустиме коливання рівня між позначками 608,6 та 613,6 метра НРМ) і Недре-Рінгватн (площа поверхні 0,3 км2, корисний об’єм 0,7 млн м3, припустиме коливання рівня між позначками 594,5 та 597 метрів НРМ). Від Недре-Рінгватн до Øvre Kalvvatn прокладено дериваційний тунель довжиною біля 4 км, який на своєму шляху захоплює ресурс з водозаборів на elv i Skaaloevaajja (ще одна права притока Åbjøra) та її лівому допливу Sidebekk;
- із південного сходу, де ресурс збирають на лівобережжі Åbjøra та прилягаючому до нього правобережжі річки Намсен, котра впадає у східну частину Намсен-фіорду (розташований південніше по узбережжю Норвегії за Bindalsfjorden). Ця дериваційна підсистема починається від створеного на Kalvfjellelva (ліва притока Åbjøra) водосховища Kalvvatn, котре має площу поверхні 2,6 км2, корисний об’єм 30,5 млн м3 та припустиме коливання рівня між позначками 730 та 741 метр НРМ. Звідси через короткий – кілька сотень метрів – тунель вода транспортується під водорозділом до elv i Skijlevaajja, правої притоки Froyningselva, котра в свою чергу є правою притокою Намсен. Дещо нижче по течії elv i Skijlevaajja знаходиться водозабір, від якого прямує тунель довжиною біля 2 км, котрий знов перетинє водорозділ та виходить у сточище ще однієї лівої притоки Åbjøra річки elv fra Nilsinetjørnin. Тут знаходиться невелике водосховище Nilsinetjern з площею поверхні 0,2 км2, корисним об’ємом 1,3 млн м3 та припустимим коливанням рівня між позначками 515,3 та 521 метр НРМ. Від Nilsinetjern до Øvre Kalvvatn прокладено дериваційний тунель довжиною біля 5 км, до якого ще на початковому етапі зі сходу приєднується бічний тунель довжиною біля 3 км, котрий подає ресурс з водозабору на згаданій раніше Froyningselva зі сточища Намсен;
- із півночі, де на річечці elv i Kallklavdalen (впадає до найбільш врізаної у сушу північної частин Tosenfjorden) створене водосховище Kaldklavdalsvatn з об’ємом 0,3 млн м3 та припустимим коливанням рівня між позначками 560 та 561 метри НРМ. Звідси прокладено тунель довжиною біля 1,5 км, котрий виходить у верхню частину сточища Åbjøra вище від Øvre Kalvvatn.
Із Øvre Kalvvatn у північно-західному напрямку прямує головний дериваційний тунель довжиною біля 10 км, який на своєму шляху отримує додатковий ресурс із водозаборів на elv i Grytendalen (права притока річки Bogelva, що впадає до бухти Колсвікбуген у центральній частині східного узбережжя Tosenfjorden) та її правій притоці  bekk fra Skråvafjellet. У підсумку ресурс надходить до піземного машинного залу, розташованого неподалік від бухти Колсвікбуген.
Основне обладнання станції становлять дві турбіни типу Френсіс потужністю по 64 МВт, які використовують напір у 507 метрів та забезпечують виробництво 549 млн кВт-год електроенергії на рік.
Відпрацьована вода по відвідному тунелю транспортується до розташованої менш ніж за кілометр бухти Колсвікбуген.